# Anaya (Ségovie)
Pour les articles homonymes, voir Anaya.
Anaya est une commune de la province de Ségovie dans la communauté autonome de Castille-et-León en Espagne.